# Phare de Shark Island
Le phare de Shark Island est implanté à une vingtaine de mètres de la pointe nord de l'île Shark Island (Port Jackson) au large de Sydney en Australie. 
Sa lumière n'est visible qu'à partir du port entre Shark Point et Point Piper (en).

## Origine du phare
Shark Island est un lieu considéré comme dangereux, tant pour les baigneurs que les navires. Durant le XIXe siècle plusieurs naufrages se produisent au large de l'île. En 1890, un feu maritime blanc est installé. Le phare est construit en 1913.

## Caractéristiques
Le phare est une tour ronde, blanche, d'une hauteur de 12,5 mètres. Un escalier externe permet d’atteindre la lanterne. L'accès au phare n'est possible qu'en bateau. 

## Codes internationaux
- ARLHS[4] : AUS-267
- NGA : 111-6208
- Admiralty[5] : K2656

## Galerie

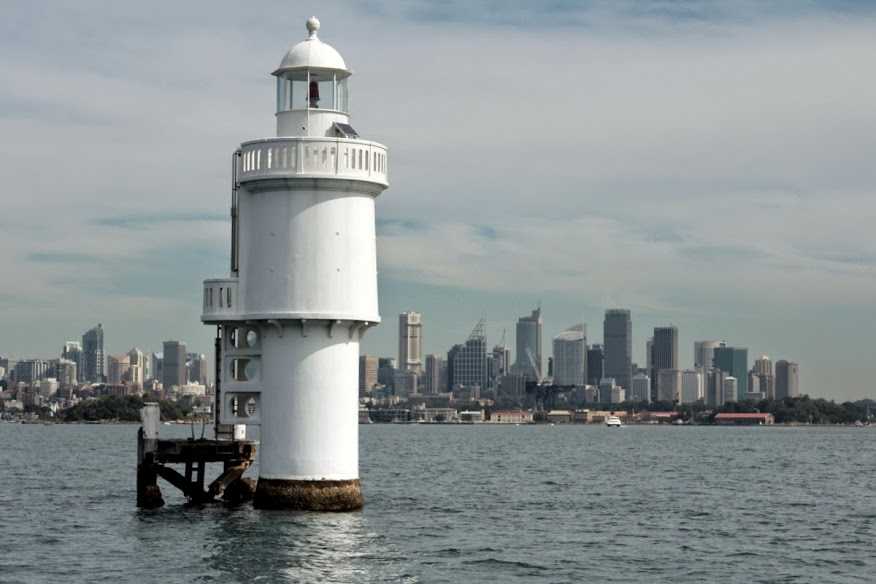
Le phare de Shark Island et Sydney en arrière-plan.
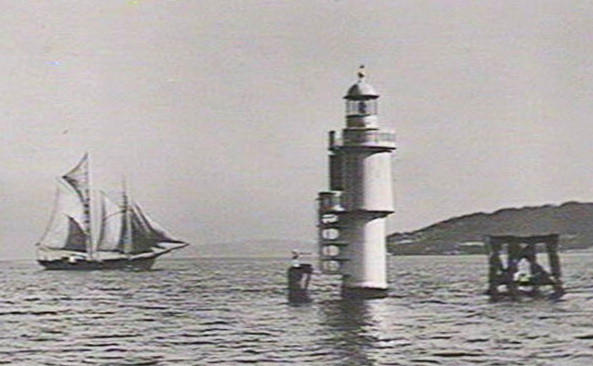
Le phare Shark Island (photo ancienne).

## Source
- (en) Cet article est partiellement ou en totalité issu de l’article de Wikipédia en anglais intitulé « Shark Island Light » (voir la liste des auteurs).